# 大眼擬鮟鱇
大眼擬鮟鱇（学名：Lophiodes mutilus）又名光擬鮟鱇，為輻鰭魚綱鮟鱇目鮟鱇亞目鮟鱇科的其中一種，分布於印度西太平洋區，從東非至萬那杜海域，棲息深度234-760公尺，體長可達45公分，生活在大陸棚及大陸坡，為深海底棲性魚類，屬肉食性，生活習性不明。

## 擴展閱讀
維基物種上的相關：大眼擬鮟鱇